# مسجد جوی بلبل
مسجد جوی بلبل مربوط به اواخر دوره قاجار است و در یزد، خیابان امام خمینی، کوچه محله قلعه کهنه، ک‌مسجد جوی بلبل واقع شده و این اثر در تاریخ ۷ مهر ۱۳۸۱ با شمارهٔ ثبت ۶۵۶۰ به‌عنوان یکی از آثار ملی ایران به ثبت رسیده است.